# Светско првенство у атлетици у дворани 2008 — штафета 4 × 400 метара за жене
Трка штафета 4 х 400 м у женској конкуренцији на Светском првенству у атлетици у дворани 2008. у Валенсијиу одржана је 9. марта у Дворани велодрома Луис Пуиг.
Титулу освојену у Москви 2006, одбранила је штафета Русије.

## Земље учеснице
Учествовалле су 24 атлетичарке у 6 штафета из исто толико земаља.
1. Белорусија (4)
2. Пољска (4)
3. Румунија (4)
4. Русија (4)
5. САД (4)
6. Чешка (4)

## Освајачице медаља
|                                                                      |                                                                    |                                                             |
| Јулија Гушчина Татјана Левина Наталија Назарова Олесја Зикина Русија | Ана Козак Ирина Клиустава Свјатлана Усович Илона Усович Белорусија | Анџел Перкинс Миријам Барнс Шареси Вудс Мушоми Робинсон САД |

## Рекорди
Стање 8. март 2006.
| Рекорди пре почетка Светског првенства 2008.     | Рекорди пре почетка Светског првенства 2008.                                     | Рекорди пре почетка Светског првенства 2008. | Рекорди пре почетка Светског првенства 2008. | Рекорди пре почетка Светског првенства 2008. |
| ------------------------------------------------ | -------------------------------------------------------------------------------- | -------------------------------------------- | -------------------------------------------- | -------------------------------------------- |
| Светски рекорд                                   | Русија · Јулија Гушчина, Олга Котљарова · Олга Зајцева, Олесија Красномовец      | 3:23,37                                      | Глазгов, Уједињено Краљевство                | 28. јануар 2006.                             |
| Рекорд светских првенстава                       | Русија · Олесија Красномовец, Олга Котљарова · Татјана Левина, Наталија Назарова | 3:23,88                                      | Будимпешта, Мађарска                         | 7. март 2004.                                |
| Најбољи резултат сезоне                          | Универзитет Луизијана, Сједињене Државе                                          | 3:31,89                                      | Фајетвил, САД                                | 2. март 2008.                                |
| Афрички рекорд                                   | Сенегал · Mame Fatou Faye, Aïda Diop · Aminata Sylla, Ndèye Fatou Soumah         | 3:49,52                                      | Техеран, Иран                                | 27. септембар 2005.                          |
| Азијски рекорд                                   | Индија · Manjeet Kaur, Sini Jose · Chitra K. Soman, Mandeep Kaur                 | 3:37,46                                      | Доха, Катар                                  | 16. фебруар 2008.                            |
| Северноамерички рекорд                           | Сједињене Државе · Деби Дан, Диди Тротер · Наташа Хејстингс, Алисон Филикс       | 3:27,34                                      | Доха, Катар                                  | 14. март 2010.                               |
| Јужноамерички рекорд                             | —                                                                                |                                              |                                              |                                              |
| Европски рекорд                                  | Русија · Јулија Гушчина, Олга Котљарова · Олга Зајцева, Олесија Красномовец      | 3:23,37                                      | Глазгов, Уједињено Краљевство                | 28. јануар 2006.                             |
| Океанијски рекорд                                | Аустралија · Сузан Ендруз, Tania Van Heer-Murphy · Tamsyn Manou, Кети Фриман     | 3:26,87                                      | Маебаши, Јапан                               | 7. март 1999.                                |
| Рекорди после завршетка Светског првенства 2008. |                                                                                  |                                              |                                              |                                              |
| Најбољи резултат сезоне                          | Русија · Јулија Гушчина, Татјана Левина · Наталија Назарова, Олесија Жикина      | 3:28,17                                      | Валенсија, Шпанија                           | 9. март 2008.                                |

## Финале
Није било квалификација и све штафете су учествовале у финалној трци.,
| Пласман                                                           | Стаза                                                                      | Штафета    | Резултат | Белешке |
| ----------------------------------------------------------------- | -------------------------------------------------------------------------- | ---------- | -------- | ------- |
|                                                                   | 5                                                                          | Русија     | 3:28,17  | СРС     |
| Јулија Гушчина, Татјана Левина, Наталија Назарова, Олессја Жикина |                                                                            |            |          |         |
|                                                                   | 6                                                                          | Белорусија | 3:28,90  | НРС     |
| Ана Козак, Ирина Клиустава, Свјатлана Усович, Илона Усович        |                                                                            |            |          |         |
|                                                                   | 4                                                                          | САД        | 3:29,30  | НРС     |
| Ејнџел Пертина, Миријам Барнс, Шереси Вудс, Мушоми Робинсон       |                                                                            |            |          |         |
| 4                                                                 | 2                                                                          | Чешка      | 3:34,53  | НРС     |
| 4                                                                 | Зузана Бергрова, Дениса Шчербова, Јитка Бартоничкова, Зузана Хејнова       |            |          |         |
| 5                                                                 | 1                                                                          | Румунија   | 3:36,79  | НРС     |
| 5                                                                 | Анамарија Јоница, Јулијана Попеску, Елена Мирела Лаврик, Ангела Морошану   |            |          |         |
| 6                                                                 | 3                                                                          | Пољска     | 3:36,97  |         |
| 6                                                                 | Агњешка Карпјесјук, Евелина Сентовска-Дрик, Јоланта Војћик, Божена Лукашик |            |          |         |